# Abinszki járás
Az Abinszki járás (oroszul Абинский муниципальный район) Oroszország egyik járása a Krasznodari határterületen. Székhelye Abinszk.

## Népesség
- 1989-ben 82 426 lakosa volt.
- 2002-ben 89 794 lakosa volt, melyből 78 857 orosz (87,8%), 2 594 örmény, 2 195 ukrán, 1 589 török, 910 görög, 649 tatár, 420 azeri, 408 német, 384 fehérorosz, 226 cigány, 164 grúz, 38 adige.
- 2010-ben 91 909 lakosa volt, melyből 81 470 orosz, 2 733 örmény, 1 552 ukrán, 722 tatár, 690 görüg, 378 török, 293 német, 284 fehérorosz, 214 cigány, 157 ezid, 120 azeri, 114 grúz, 96 lezg, 95 mordvin, 94 moldáv, 91 krími tatár, 72 oszét, 64 csuvas, 51 üzbég, 38 tadzsik, 35 udmurt, 34 lengyel, 34 mari, 31 koreai, 30 adige stb.